# The bootleg series volumes 1-3
The bootleg series volumes 1-3 is een set geluidsdragers met outtakes en alternatieve versies van opnamen voor officiële albums van Bob Dylan. De officiële titel van de set is the bootleg series volumes 1-3 [rare & unreleased] 1961–1991, de set bevat opnamen uit de periode beginnend met Dylans debuutalbum uit 1962 tot de opnamen voor het album Oh Mercy uit 1989, destijds Dylans laatste officiële album. De box is de eerste van een serie waarvan The Bootleg Series Vol. 17: Fragments – Time Out of Mind Sessions (1996–1997) voorlopig de laatste is.
Outtakes zijn opnamen voor een albumsessie, die niet in het definitieve album opgenomen zijn. Naast de outtakes bevat het album alternatieve versies van nummers, die wel op een album kwamen, twee demo-opnamen en enige live-opnamen.
The bootleg series zijn officiële, door Columbia (onderdeel van Sony Music) uitgebrachte albums. Er bestaan onder de naam bootleg series of historical archives meerdere bootlegs van Dylan. 

## Voorloper
In het najaar van 1985 bracht Columbia de box Biograph uit, een compilatie van 35 Dylan songs op eerder uitgebracht werk, aangevuld met 18 nooit eerder uitgebrachte opnames. De box werd goed verkocht, de productiekosten waren laag. Het album was het bewijs dat fans geld overhadden voor muziek, die ze reeds hadden, mits goed verpakt en met wat bonus-tracks.

## De set
the bootleg series volumes 1–3 [rare & unreleased] 1961–1991 is uitgebracht als een box met 3 cd's, vandaar de titel volume 1-3. maar is ook uitgebracht als een box met 5 lp's en als een set met 3 casettebandjes. De sets zijn verpakt in een luxe boekwerk met uitgebreide documentatie over de nummers, de musici en de opnamen.

## De Minnesota Hotel Tape
In december 1961 nam Dylan meerdere nummers op in het appartement van zijn vriendin Bonnie Beecher in Minneapolis. Het appartement kreeg de bijnaam hotel, vanwege de vele muzikanten, die er mochten logeren. Een van hen was Tony Glover, die als geluidstechnicus de sessie opnam. De bootleg box opent met het hier opgenomen "Hard Times In New York Town".

## Track listing
Alle nummers zijn composities van Dylan, behalve waar aangegeven. De arrangementen zijn alle van Dylan.
| 1.                 | Hard Times in New York Town (22 december 1961)              | opname van Tony Glover bekend als de Minnesota Hotel Tape | 2:19 |
| 2.                 | He Was a Friend of Mine (traditional, 20 november 1961)     | Bob Dylan outtake                                         | 4:02 |
| 3.                 | Man on the Street (22 november 1961)                        | Bob Dylan outtake                                         | 1:56 |
| 4.                 | No More Auction Block (traditional oktober 1962)            | live-opname in het Gaslight cafe, Greenwich Village       | 3:03 |
| 5.                 | House Carpenter (traditional 22 november 1961)              | Bob Dylan outtake                                         | 4:08 |
| 6.                 | Talkin' Bear Mountain Picnic Massacre Blues (25 april 1962) | The Freewheelin' Bob Dylan outtake                        | 3:45 |
| 7.                 | Let Me Die in My Footsteps (25 april 1962)                  | The Freewheelin' Bob Dylan outtake                        | 3:33 |
| 8.                 | Rambling, Gambling Willie (2 april 1962)                    | The Freewheelin' Bob Dylan outtake                        | 4:13 |
| 9.                 | Talkin' Hava Negeilah Blues (25 april 1962)                 | The Freewheelin' Bob Dylan outtake                        | 0:52 |
| 10.                | Quit Your Low Down Ways (9 juli 1962)                       | The Freewheelin' Bob Dylan outtake                        | 2:39 |
| 11.                | Worried Blues (traditional 9 juli 1962)                     | The Freewheelin' Bob Dylan outtake                        | 2:39 |
| 12.                | Kingsport Town (traditional 14 november 1962)               | The Freewheelin' Bob Dylan outtake                        | 3:29 |
| 13.                | Walkin' Down the Line (1963)                                | demo voor de Witmark Music Publishing Company             | 2:52 |
| 14.                | Walls of Red Wing (24 april 1963)                           | The Freewheelin' Bob Dylan outtake                        | 5:05 |
| 15.                | Paths of Victory (12 augustus 1963)                         | The Times They Are A-Changin' outtake                     | 3:17 |
| 16.                | Talkin' John Birch Paranoid Blues (26 oktober 1963)         | live in de Carnegie Hall                                  | 4:25 |
| 17.                | Who Killed Davey Moore? (26 oktober 1963)                   | live in de Carnegie Hall                                  | 3:09 |
| 18.                | Only a Hobo (12 augustus 1963)                              | The Times They Are A-Changin' outtake                     | 3:29 |
| 19.                | Moonshiner (traditional 12 augustus 1963)                   | The Times They Are A-Changin' outtake                     | 5:06 |
| 20.                | When the Ship Comes In (1963)                               | pianodemo voor Witmark Music Publishing Company           | 2:55 |
| 21.                | The Times They Are A-Changin' (1963)                        | pianodemo voor Witmark Music Publishing Company           | 3:00 |
| 22.                | Last Thoughts on Woody Guthrie (12 april 1963)              | voordracht in New York City's Town Hall                   | 7:07 |
| Totale duur: 77:03 |                                                             |                                                           |      |

| 1.                 | Seven Curses (6 augustus 1963)                                  | The Times They Are A-Changin' outtake                             | 3:49 |
| 2.                 | Eternal Circle (24 oktober 1963)                                | The Times They Are A-Changin' outtake                             | 2:38 |
| 3.                 | Suze (The Cough Song) (24 oktober 1963)                         | The Times They Are A-Changin' outtake                             | 1:58 |
| 4.                 | Mama, You Been on My Mind (9 juni 1964)                         | Another Side of Bob Dylan outtake                                 | 2:56 |
| 5.                 | Farewell, Angelina (13 januari 1965)                            | Bringing It All Back Home outtake                                 | 5:27 |
| 6.                 | Subterranean Homesick Blues (13 januari 1965)                   | Bringing It All Back Home akoestiche versie                       | 2:56 |
| 7.                 | If You Gotta Go, Go Now (15 januari 1965)                       | Bringing It All Back Home outtake                                 | 2:56 |
| 8.                 | Sitting on a Barbed Wire Fence (15 juni 1965)                   | Highway 61 Revisited outtake                                      | 3:54 |
| 9.                 | Like a Rolling Stone (15 juni 1965)                             | Highway 61 Revisited testversie                                   | 1:36 |
| 10.                | It Takes a Lot to Laugh, It Takes a Train to Cry (15 juni 1965) | Highway 61 Revisited alternatieve versie                          | 3:22 |
| 11.                | I'll Keep It with Mine (27 januari 1966)                        | Blonde on Blonde outtake                                          | 3:39 |
| 12.                | She's Your Lover Now (2 januari 1966)                           | Blonde on Blonde outtake                                          | 6:10 |
| 13.                | I Shall Be Released (Herfst 1967)                               | Basement Tape opname                                              | 3:56 |
| 14.                | Santa-Fe (Herfst 1967)                                          | Basement Tape opname                                              | 2:10 |
| 15.                | If Not for You (1 mei 1970)                                     | New Morning alternatieve opname                                   | 3:33 |
| 16.                | Wallflower (4 november 1971)                                    |                                                                   | 2:49 |
| 17.                | Nobody 'Cept You (2 november 1973)                              | Planet Waves outtake                                              | 2:41 |
| 18.                | Tangled Up in Blue (9 september 1974)                           | Blood on the Tracks alternatieve opname eerste versie in New York | 6:51 |
| 19.                | Call Letter Blues (16 september 1974)                           | Blood on the Tracks outtake                                       | 4:27 |
| 20.                | Idiot Wind (19 september 1974)                                  | Blood on the Tracks alternatieve opname eerste versie in New York | 8:52 |
| Totale duur: 76:40 |                                                                 |                                                                   |      |

| 1.                 | If You See Her, Say Hello (16 september 1974)                | Blood on the Tracks alternatieve opname eerste versie in New York | 3:45 |
| 2.                 | Golden Loom (30 juli 1975)                                   | Desire outtake                                                    | 4:26 |
| 3.                 | Catfish (Bob Dylan / Jacques Levy 28 juli 1975)              | Desire outtake                                                    | 2:48 |
| 4.                 | Seven Days (21 april 1976)                                   | live optreden Tampa, Florida                                      | 4:00 |
| 5.                 | Ye Shall Be Changed (2 mei 1979)                             | Slow Train Coming outtake                                         | 4:09 |
| 6.                 | Every Grain of Sand (23 september 1980)                      | demo voor Special Rider Music                                     | 3:38 |
| 7.                 | You Changed My Life (23 april 1981)                          | Shot of Love outtake                                              | 5:14 |
| 8.                 | Need a Woman (4 mei 1981)                                    | Shot of Love outtake                                              | 5:43 |
| 9.                 | Angelina (4 mei 1981)                                        | Shot of Love outtake                                              | 6:57 |
| 10.                | Someone's Got a Hold of My Heart (25 april 1983)             | Infidels outtake                                                  | 4:33 |
| 11.                | Tell Me (21 april 1983)                                      | Infidels outtake                                                  | 4:24 |
| 12.                | Lord Protect My Child (3 mei 1983)                           | Infidels outtake                                                  | 3:57 |
| 13.                | Foot of Pride (25 april 1983)                                | Infidels outtake                                                  | 5:57 |
| 14.                | Blind Willie McTell (5 mei 1983)                             | Infidels outtake                                                  | 5:52 |
| 15.                | When the Night Comes Falling from the Sky (19 februari 1985) | Empire Burlesque eerste versie met de E Street Band               | 5:37 |
| 16.                | Series of Dreams (23 maart 1989)                             | Oh Mercy outtake; geremixt januari 1991                           | 5:52 |
| Totale duur: 76:52 |                                                              |                                                                   |      |

## Hitnoteringen
Het album bereikte nummer 49 op de Billboard 200 en nummer 32 op de UK Albums Chart.
- MusicBrainz release group: 695c83f9-0919-32b0-af9a-4e58eaf0411e